# Edward Phelan
 (décembre 2014).
Si vous disposez d'ouvrages ou d'articles de référence ou si vous connaissez des sites web de qualité traitant du thème abordé ici, merci de compléter l'article en donnant les références utiles à sa vérifiabilité et en les liant à la section « Notes et références ».
Edward J. Phelan, né le 23 février 1888 à Waterford et mort le 15 septembre 1967 à Genève, a été le directeur général de l'Organisation internationale du travail de 1941 à 1948.